# دانيال كالي
دانيال كالي (بالإنجليزية: Danielle Kahle)‏ هي متزلجة فنية أمريكية، ولدت في 9 أبريل 1989 في سيدار رابيدز في الولايات المتحدة.

## وصلات خارجية
- دانيال كالي على موقع الاتحاد الدولي للتزلج (الإنجليزية)